# Pilar Socorro
Pilar Socorro (Valencia, Venezuela el 14 de mayo de 1961) es una periodista hispano-venezolana especialmente conocida por sus trabajos en radio y televisión. Ha desarrollado la mayor parte de su carrera en Radiotelevisión Española (RTVE), tanto en Radio Nacional de España (RNE) como en Televisión Española (TVE).

## Trayectoria
Nacida en Venezuela de padres canarios tiene doble nacionalidad, española y venezolana. Su familia regresó a Gran Canaria, cuando ella contaba con solo 6 años y en España ha desarrollado su carrera profesional. Comenzó estudiando medicina en la Universidad de La Laguna (Tenerife), carrera que no concluyó. Estudió baile contemporáneo y empezó en el mundo del modelaje. Realizó el curso de modelo mientras continuaba sus estudios con el objetivo de ser actriz.
Su primer contacto con los medios de comunicación fue como azafata de televisión, para el concurso infantil "Repaso" que presentaba Paco Montesdeoca en TVE Canarias.
Debutó en los 40 principales, en La Pardilla, Telde y posteriormente trabajó en Radio Club Tenerife de la cadena SER con Las noches de Carnaval.
En 1990 ganó oposiciones para trabajar en Radio Nacional de España donde presentó diversos programas de la emisora, entre ellos Mojo Picón. En 1992 dio el salto a TVE presentando programas veraniegos y la retransmisión de las Fallas de 1993.
En 1995 participó en el programa Sobrenatural donde coprotagonizó junto a Roberto Cruz y Juan José Plans la adaptación radiofónica de Frankenstein o el moderno Prometeo, serial de catorce episodios. Continuó ligada a este programa y a su sucesor, Historias, aunque no de forma fija, hasta finales de 1999, protagonizando los relatos La madriguera del gusano blanco, El juego de los niños y Los misterios del castillo entre otros. 
Fue pionera en conectar la radio y el uso de internet. En 1999 fue conductora en Radio 1 de RNE del espacio Cita con Pilar, espacio que conducirá en RNE1 y después en RNE3 hasta 2006.  Fue el primer programa de radio que implantó una webcam en el estudio.
También en el 2000 presentó en La 2 de TVE el programa Enrédate, un concurso dedicado a Internet.
En 2001 publicó un manual sobre el uso del ciberespacio, "Internet contado con sencillez" (2001) y en 2003 "Mejor solas que mal acompañadas" 
De septiembre de 2008 hasta agosto de 2009, presentó y dirigió en Radio 5 Todo Noticias y Radio Exterior de España de RNE el programa Otros acentos. En el 2010 dirigió y presentó el programa de TVE en Canarias, "Canarias Mediodía". También trabajó en De buena ley como opinadora.
Desde 2015 es presentadora y directora de España.com en Radio Exterior de España y "Cita previa".
Integrante de la Academia de las Ciencias y las Artes de Televisión es miembro de su junta directiva en 2006 durante la presidencia de Manuel Campo Vidal y desde 2018 con la presidencia de María Casado.

## Publicaciones
- 2001 "Internet contado con sencillez". Editorial Maeva  ISBN: 978 84 95354 26 6
- 2003 "Mejor solas que mal acompañadas" La Esfera de los Libros  ISBN: 978 84 9734144-8